# Gammel Avernæs
Gammel Avernæs er en ejendom med en statelig hovedbygning i det sydvestlige Fyn mellem Assens og Fåborg ved Helnæs og Lillebælt.
Den nuværende hovedbygning stammer fra 1916–1917 opført under parret Brünnings-Hansen's ejerskab.
I 1928 solgte parret ejendommen til en tysker ved navn Gerhard Salomon, der senere solgte den videre til den danske forretningsmand Leo Garvin.
Han ejede bygningerne indtil Danmarks Lærerforening overtog dem i 1963.
Nu bliver Gammel Avernæs brugt som konferencecenter og hotel, kaldet Sinatur Gl. Avernæs.